# Txontaül
Txontaül (en rus: Чонтаул) és un poble del Daguestan, a Rússia, que el 2019 tenia 7.827 habitants. Pertany al districte rural de Kiziliurt.